# Soflan Daichi
Soflan Daichi（そふらん だいち）は、日本の作詞家。グローブ・エンターブレインズ所属。

## 人物
10代の頃に太宰治やニーチェ等の本に出会い衝撃を受け、学生時代は文学と哲学に傾倒。同時期にギタリストの佐々木秀尚に師事し、5年間に渡りギター及び音楽理論を学ぶ。その後ライブやレコーディング現場での様々な音楽家との関わりの中で、詞の才能を見出され作詞家となる。
現在では、自身の作詞活動と並行して、様々なメジャーアーティストへの作詞指導も行っている。

## 提供楽曲

### アーティスト
- 琴音「真価論」
- SparQlew「We are Traveler’5」「ガムシャライフ」
- DA PUMP「Magical Babyrinth（マジカル・バビリンス）」 - NHK Eテレ アニメ『魔入りました!入間くん』OP主題歌
- つばきファクトリー「イマナンジ？」
- B.A.P「Albatross」(日本語訳詞)
- 増田俊樹「Diver」
- 森嶋秀太「虹の約束」 - テレビ東京 アニメ「フューチャーカード 神バディファイト」ED主題歌
- Run Girls,Run!「Darling Darling」
- リュ・シウォン「Lost Story」「Never Ending Story」「Pray」「The Beginning PartII」

### アニメソング
- ウマ娘 プリティーダービー「気まぐれTuning Heart」セイウンスカイ（CV.鬼頭明里）
- カードファイト!! ヴァンガード
  - 「雨のちBlooming Smile♪」ハイメフラワーズ（CV.相羽あいな、CV.佐々木未来、CV.長谷川芳明）
  - 「Believin’」ストライダーズ（CV.石井マーク、CV.バトリ勝悟、CV.桑島法子）
- ご注文はうさぎですか?
  - 「ギミ x デミぱーりないっ♪」Mistral（CV.種田梨沙、CV.徳井青空、CV.村川梨衣）
  - 「MIRACLE CHRONICLE」CHIMAME CHRONICLE（CV.水瀬いのり、CV.徳井青空、CV.村川梨衣）
  - 「ショコらびゅサバイバル♪」Mistral（CV.種田梨沙、CV.徳井青空、CV.村川梨衣）
  - 「風の便り」青山ブルーマウンテン（CV.早見沙織）
- Re:ステージ!
  - KiRaRe（牧野天音・鬼頭明里・田澤茉純・立花芽恵夢・岩橋由佳・空見ゆき）
    - 「キライキライCЯY」
    - 「367Days」
    - 「ステレオライフ」
    - 「OvertuRe:」

  - トロワアンジュ （日岡なつみ・阿部里果・長妻樹里）
    - 「Cresc.Heart」
    - 「STORIA」
    - 「Lumiere」
    - 「Twin Moon」
- アイドルマスター シャイニーカラーズ
  - 「Heads or Tails？」
  - 「Migratory Echoes」（松井洋平と共作）
  - 「1/3」

### 特撮ソング
- 快盗戦隊ルパンレンジャーVS警察戦隊パトレンジャー「Keepin’ Faith」パトレン1号／朝加圭一郎（結木滉星）

### ゲーム・その他
- 天華百剣-斬-
- 「「茶房でわいわい系」おしゃべりタイム♪」稲葉郷（CV.古賀葵）天華百剣-斬-ラヂオ主題歌
- 「踊らにゃSong♪Song♪御華見音頭」千人切（CV.松田利冴）、風鎮切光代（CV.小原好美）、天光丸（CV.中恵光城）
- 音戯の譜〜CHRONICLE〜「隠遊戯(かくれんぼ)」一寸法師（CV.石谷春貴）

### 舞台
- ミュージカル「My Bucket List-日本公演-」日本語訳詞
- ミュージカル「あなたもきっと経験する恋の話-日本公演-」日本語訳詞